# Sundance TV
Sundance TV (cunoscut anterior ca Sundance Channel) este un canal de televiziune american, care este deținut de AMC Networks. Inițial canalul era dedicat documentarelor, filmelor independente, filmelor de scurt metraj, cinematografiei mondiale și programelor originale, precum știri despre ultimele evoluții de la Festivalul de Film Sundance din fiecare an. Cu toate acestea, în ultimii ani, a încorporat seriale și programe reality.
Sundance TV a fost lansat în România în martie 2012 la Focus Sat, 1 octombrie 2012 la Vodafone România fostul (UPC), 7 iunie 2013 la Orange, iar din data de 16 aprilie 2014 a fost subtitrat în limba română. Canalul nu mai este distribuit în România din 1 februarie 2019.